# 얏타맨
《타임 보칸 시리즈 얏타맨》(일본어: タイムボカンシリーズ ヤッターマン 타이므보캉시리즈얏타만[*])은 타임 보칸 시리즈의 두 번째 작품이며, 후지 TV를 통해 1977년 1월부터 1979년 1월까지 총 108화 분량이 방영되었으며, 당시 평균 시청률 20.1%라는 엄청난 인기를 얻었다. 2008년 요리우리 TV 방송, NTV 등을 통해 리메이크작이 방영중이며, 2009년에는 쇼치쿠 배급으로, 실사 영화화되었다.
대한민국에서는 <이겨라 승리호>란 이름으로 TBC, SBS를 통해 각각 방영되어 두가지 더빙판이 존재한다. 리메이크판은 <이겨라 얏타맨>이란 이름으로 2009년 6월 재능TV를 통해 방영중이다.

## 등장인물

### 얏타맨<이긴자>
이긴자는 1977년판에서 이름이고, 2008년판은 일본판과 동일한 얏타맨으로 바뀌었다.
얏타맨 1호(강짱)<강철 → 빈 → 강철>
- 성우
  - 일본：오오타 요시코(1977년판) → 요시노 노리유키(2008년판)
  - 한국：박영남(TBC) → 손원일(SBS) → 강수진(재능TV)

주인공. 본명은 타카다 강(高田 ガン). 한국판 이름은 1977년판 중 TBC 방영분에서는 강철을 시작으로 SBS 방영분에서는 빈이었다가 2008년판에서는 강철로 회귀하였다. 나이는 13세이고, 아버지로부터 타카다완구점을 이어받아 운영 중이다.
얏타맨 2호(아이짱)<유미 → 유리>
- 성우
  - 일본：오카모토 마리(1977년판) → 이토 시즈카(2008년판)
  - 한국：주희(TBC) → 이선(SBS) → 정미숙(재능TV) → 윤아영(대원방송)

히로인. 본명은 카미나리 아이(上成 愛). 한국판 이름은 1977년판 중 TBC 방영분에서는 유미였고, SBS 방영분과 2008년판에서는 유리이다. 나이는 12세이고, 아빠께서 전파상을 운영하고 계신다. 강철과 소꿉친구사이다.
오못차마<장난감 → 또로또로 → 얏타봇>
- 성우
  - 일본：카츠라 레이코(1977년판) → 타카하시 치아키(2008년판)
  - 한국：손정아(TBC) → 이진화(SBS) → 배정미(재능TV)

### 도론보<해골단>
도론죠<공작새 → 도라 → 도론즈>
- 성우
  - 일본：오하라 노리코
  - 한국：이경자(TBC) → 기경옥(SBS) → 유상우(재능TV) → 신송이(극장판)

도론보/해골단 일당의 보스. 본명은 사사카와 히로코(笹川 弘子). 한국판 이름은 1977년판 중 TBC 방영분에서 공작새를 시작으로 SBS 방영분에서 도라로 바뀌었다가 2008년판에서는 도론즈로 다시 한번 더 바뀌었다. 그리고 도론죠/공작새/도라/도론즈는 범죄용 가명이다. 나이는 25세이고, 신장은 173cm이다. 참고로 전작 날아라 태극호에서의 이름은 마녀였다.
톤즈라<덩칙이(동칙이?) → 투투 → 돈즈라>
- 성우
  - 일본：타테카베 카즈야
  - 한국：김병관(TBC) → 유동현(SBS) → 이광수(재능TV)

도론보/해골단 일당의 괴력뚱보부하. TBC 방영시 이름은 덩칙이(혹은 동칙이)로 덩치가 크다는 의미인 듯하다. 다만 아래 보약키의 TBC 방영시 이름인 멍칙이가 실제로는 톤즈라의 이름이고 덩칙이가 보약키의 이름이었을 수도 있다. 참고로 전작 날아라 태극호에서의 이름은 악발이였다. 풀네임은 스타코라 톤즈라(スタコラ トンズラー).
보약키<멍칙이 → 브롱코 → 보카키>
- 성우
  - 일본：야나미 조지
  - 한국：김현직(TBC), 김영민(SBS, 대원방송), 최한(재능TV)

도론보/해골단 일당의 마른체격인 부하. TBC 방영시 이름은 멍칙이로 멍청하다는 의미인 듯하다. 다만 위 톤즈라의 TBC 방영시 이름인 덩칙이가 실제로는 보약키의 이름이고 멍칙이가 톤즈라의 이름이었을 수도 있다. 참고로 전작 날아라 태극호에서의 이름은 엉큼이였다. 풀네임은 부츠쿠사 보약키(ブツクサ ボヤッキー). 왕코에 뻐드렁니가 특징이다.
도쿠로베<해골귀신 → 검은별 → 해골대장>
- 성우
  - 일본：타키구치 준페이
  - 한국：김계원(TBC) → 김태훈(SBS) → 임채헌(재능TV)

### 얏타메카
얏타왕<승리호>
- 성우
  - 일본：이케다 마사루(1977년판) → 야마데라 코이치(2008년판)
  - 한국：박상일(TBC,SBS) → 이원찬(재능TV)

한국판 이름은 1977년판에서 승리호였다가 2008년판에서 일본판과 동일한 얏타왕으로 바뀌었다.
얏타킹
얏타펠리컨<베리칸호>
얏타앙코우<얏타 아쿠아>
얏타요코즈나<얏타 천하장사>

#### 1977년판 한정
얏타불
얏타도지라
얏타판다, 얏타코판다
얏타조우

#### 2008년판 한정
얏타모그라<얏타 두더지>
얏타진베<얏타 샤크>
얏타드래곤
얏타콩, 얏타코콩

## 일화
- 원래 타임보칸 시리즈 얏타맨에서 악당 두목인 도론죠의 배역으로 안젤리나 졸리를 섭외했으나 안젤리나 졸리는 아주 간단하게 거절했다. 이 때문에 그 대타로 불량공주 모모코에 출연한 바 있는 후카다 쿄코가 도론조의 배역을 담당했다.[2]

## 주제가

### 1977년판
- 1기 오프닝 - 얏타맨의 노래(일본어: ヤッターマンの歌 얏타만노우타[*])  노래 : 야마모토 마사유키
- 2기 오프닝 - 얏타킹(일본어: ヤッターキング 얏타킹구[*])  노래 : 야마모토 마사유키
- 1기 엔딩 - 천재 도론보(일본어: 天才ドロンボー 텡사이도론보[*]) 노래 : 오하라 노리코, 야나미 조지, 다테카베 가즈야
- 2기 엔딩 - 도론보의 지라겟(일본어: ドロンボーのシラーケッ 도론보노시라켓[*]) 노래 : 오하라 노리코, 야나미 조지, 다테카베 가즈야, 다키구치 준페이

## 동양방송의 제공 시보
- 일동제약

## 같이 보기
- 얏타맨 (영화) : 2009년 실사 영화
- 얏타맨 (2008년 애니메이션) : 2008년판 애니메이션